# Campeonato de Karting de Alemania
El Campeonato de Karting de Alemania es una competición alemana de carreras de karting organizada por el Deutscher Motor Sport Bund. Su temporada inaugural tuvo lugar en 1962. Hoy, la serie tiene cuatro categorías de karting: DKM, DCKM, DJKM y DSKM. El campeón más notable de esta competencia fue piloto de Fórmula 1 Michael Schumacher.

## Campeones
| Temporada | Categorías            | Categorías       | Categorías          | Categorías                                         |
| Temporada | KF1                   | KF2              | KF3                 | DKC/DSKM/DSKC/DMSB                                 |
| --------- | --------------------- | ---------------- | ------------------- | -------------------------------------------------- |
| 1962      | Werner Ihle           |                  |                     |                                                    |
| 1963      | Werner Ihle           |                  |                     |                                                    |
| 1964      | Werner Ihle           |                  |                     |                                                    |
| 1965      | Werner Ihle           |                  |                     |                                                    |
| 1966      | Leopold Zwelbar       |                  |                     |                                                    |
| 1967      | Dieter Ihle           |                  |                     |                                                    |
| 1968      | Hans Heyer            |                  |                     |                                                    |
| 1969      | Hans Heyer            |                  |                     |                                                    |
| 1970      | Hans Heyer            |                  |                     |                                                    |
| 1971      | Hans Heyer            |                  |                     |                                                    |
| 1972      | Karl-Heinz Hackländer |                  |                     |                                                    |
| 1973      | Karl-Heinz Hackländer |                  |                     |                                                    |
| 1974      | Hugo Brehm            |                  |                     |                                                    |
| 1975      | Manfred Schneider     |                  |                     |                                                    |
| 1976      | Manfred Schneider     |                  |                     |                                                    |
| 1977      | Leopold Zwelbar       |                  |                     |                                                    |
| 1978      | Georg Bellof          |                  |                     |                                                    |
| 1979      | Jörg van Ommen        |                  |                     |                                                    |
| 1980      | Stefan Bellof         |                  |                     |                                                    |
| 1981      | Martin Bott           |                  |                     |                                                    |
| 1982      | Otto Rensing          |                  |                     |                                                    |
| 1983      | Peter Hantscher       |                  |                     |                                                    |
| 1984      | Otto Rensing          |                  |                     |                                                    |
| 1985      | Joachim Velte         |                  |                     |                                                    |
| 1986      | Gerd Munkholm         |                  |                     |                                                    |
| 1987      | Michael Schumacher    |                  |                     |                                                    |
| 1988      | Christoph Krumbein    |                  |                     |                                                    |
| 1989      | Peter Hantscher       |                  | Arnd Meier          |                                                    |
| 1990      | Arnd Meier            |                  | Oliver Tichy        |                                                    |
| 1991      | Jörg Seidel           |                  | Norman Simon        |                                                    |
| 1992      | Gerwin Schweizer      |                  | Bernd Friedrich     |                                                    |
| 1993      | Gerhard Lindinger     |                  | Bernd Friedrich     |                                                    |
| 1994      | Gerhard Lindinger     |                  | Timo Scheider       |                                                    |
| 1995      | Alexander Zwelbar     |                  | Timo Bernhard       |                                                    |
| 1996      | Alexander Zwelbar     |                  | Frank Diefenbacher  |                                                    |
| 1997      | Michael Bellmann      |                  | Marc Walz           |                                                    |
| 1998      | Marcel Lasee          |                  | Rico Zschemisch     |                                                    |
| 1999      | Toni Vilander         |                  | Robert Kubica       |                                                    |
| 2000      | Oskari Heikkinen      |                  | Mario Josten        |                                                    |
| 2001      | David Hemkemeyer      |                  | Sebastian Vettel    |                                                    |
| 2002      | David Hemkemeyer      |                  | Nico Hülkenberg     |                                                    |
| 2003      | Nico Hülkenberg       |                  | Henkie Waldschmidt  |                                                    |
| 2004      | Helmut Sanden         |                  | Marco Wittmann      |                                                    |
| 2005      | Helmut Sanden         |                  | Nigel Melker        | Simon Solgat                                       |
| 2006      | Michael Christensen   |                  | Jack te Braak       | Marcel Jeleniowski                                 |
| 2007      | Michael Christensen   | Patrick Kappis   | Tom Grice           | Rick Dreezen                                       |
| 2008      | Jack te Braak         | Tom Grice        | Nyck de Vries       | Rick Dreezen                                       |
| 2009      | Nicolaj Møller Madsen | Moritz Oestreich | Nyck de Vries       | Rick Dreezen                                       |
| 2010      | Nicolaj Møller Madsen |                  | Christian Sörensen  | Manuel Renaudie                                    |
| 2011      | Marvin Kirchhöfer     |                  | Dennis Olsen        | Jorrit Pex                                         |
| 2012      | Dennis Olsen          |                  | Hannes Janker       | Jorrit Pex                                         |
| 2013      | André Matisic         |                  | Martijn van Leeuwen | Rick Dreezen                                       |
| 2014      | Martijn van Leeuwen   |                  | David Beckmann      | Rick Dreezen                                       |
| 2015      | Richard Verschoor     |                  | Bent Viscaal        | Alexander Schmitz                                  |
| 2016      | Paavo Tonteri         |                  | Dennis Hauger       | Jorrit Pex                                         |
| 2017      | Dennis Hauger         |                  | Kas Haverkort       | Jorrit Pex                                         |
| 2018      | Harry Thompson        |                  | Thomas Ten Brinke   | Fabian Federer                                     |
| 2019      | Harry Thompson        |                  | Robert De Haan      | Stan Pex (DSKM) Senna van Walstijn (DSKC)          |
| 2020      | Juho Valtanen         |                  | Kris Haanen         | Tim Tröger (DMSB)                                  |
| 2021      | Niels Tröger          |                  | Akshay Bohra        | Senna van Walstijn (DSKM) Jakob Bergmeister (DSKC) |